# Medelhavstrut
Medelhavstrut (Larus michahellis) är en stor trut inom familjen Laridae, som förekommer i Europa, Nordafrika och Mellanöstern. Utanför häckningstid förekommer den över ett större område som sträcker sig från norra Mauretanien i söder till norra Danmark och södra Sverige i norr. Den ingår i gråtrutskomplexet och klassificerades tidigare som underart till gråtruten. Precis som andra Larus-trutar är den en opportunistisk allätare och den häckar ofta i kolonier.

## Utseende och läte

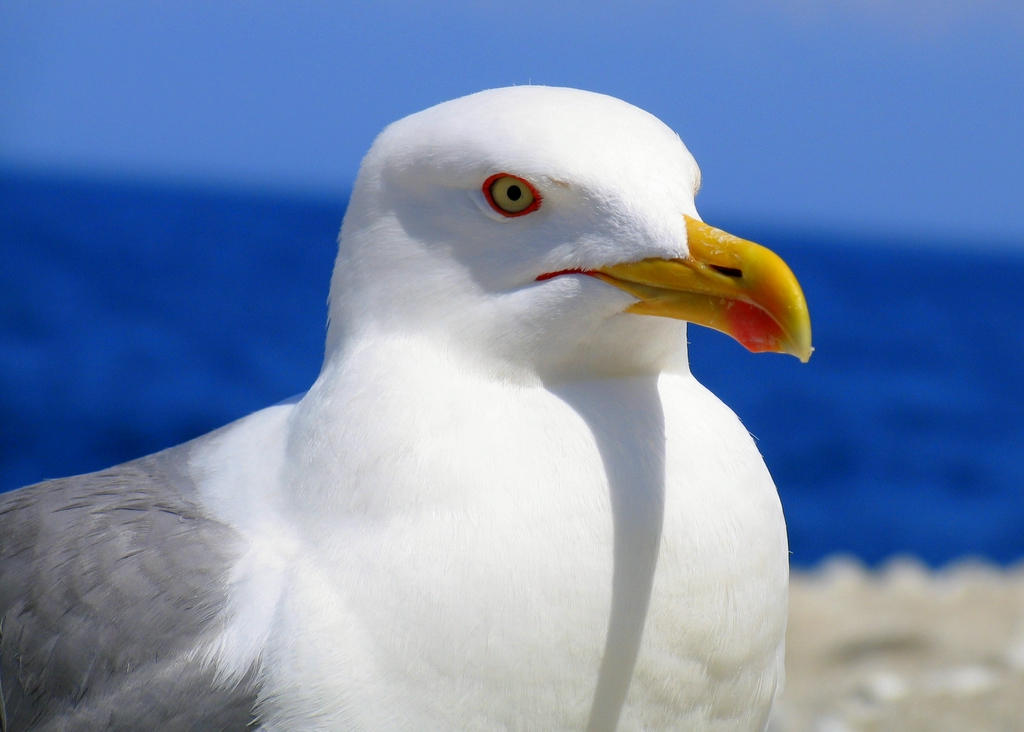
Adult av nominatformen.

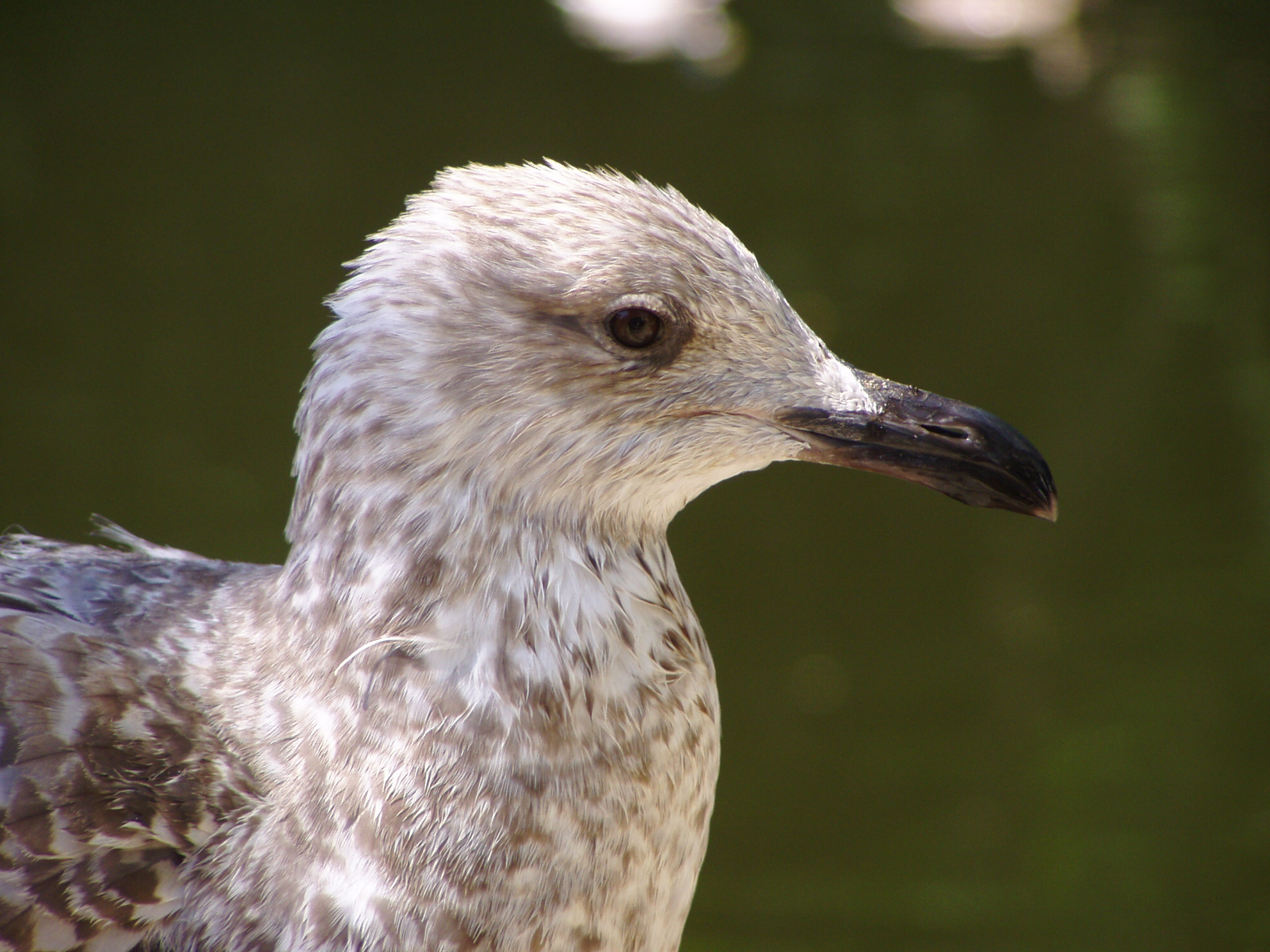
Juvenil av nominatformen, 10-12 månader gammal, fotograferad i april.

Medeltruten är en stor gråmantlad trut som mäter 52–58 cm och har ett vingspann på 120–140 cm. Medelhavstruten har fyra åldersklasser som de andra stora trutarna. Detta innebär att den anlägger adult dräkt efter drygt tre år efter det att de har kläckts, det vill säga på deras fjärde levnadsår. Läs mer om trutars ruggning.
I sitt utbredningsområde påminner den främst om gråtrut och kaspisk trut i adult och subadult dräkt, medan den påminner mer om silltrut och kaspisk trut i juvenil dräkt. I adult dräkt skiljer den sig från gråtruten främst på sina gula ben. Dock finns det gråtrutsindivider (Omissus) med gulaktiga ben men de är aldrig så klargula som medelhavstrutens. Ryggen är grå, något gråare än hos gråtruten men ljusare än hos silltruten. I förhållande till gråtrut har den mycket vitare huvud på hösten, och ett större svart parti av svart på vingspetsen med små vita fläckar. Likt andra adulta trutar i detta komplex har den en röd fläck på näbben. Den har en tunn röd orbitalring, som hos silltruten, medan gråtruten har en mörkgul ring.
Fåglar under första året har vitare huvud, övergump och undersida är gråtruten. Dess näbb och ögon är mörka, benen rosaaktigt grå, mörka handpennor och handtäckare, och ett väl definierat svart ändband på stjärten. Under årets lopp blir de ljusare på undersidan och det kryptiska gråvattrade mönstret på ovansidan försvinner. Under andra vintern bär den ungefär samma fjäderdräkt som de adulta förutom mönstret på vingtäckarna. Deras näbbspets är dock mörk, de har fortfarande mörk iris och benen är ljust gulrosa.
Den har ett högt skrattande läte som är djupare och mer nasalt är gråtrutens, och generellt påminner dess läten mer om silltrutens.

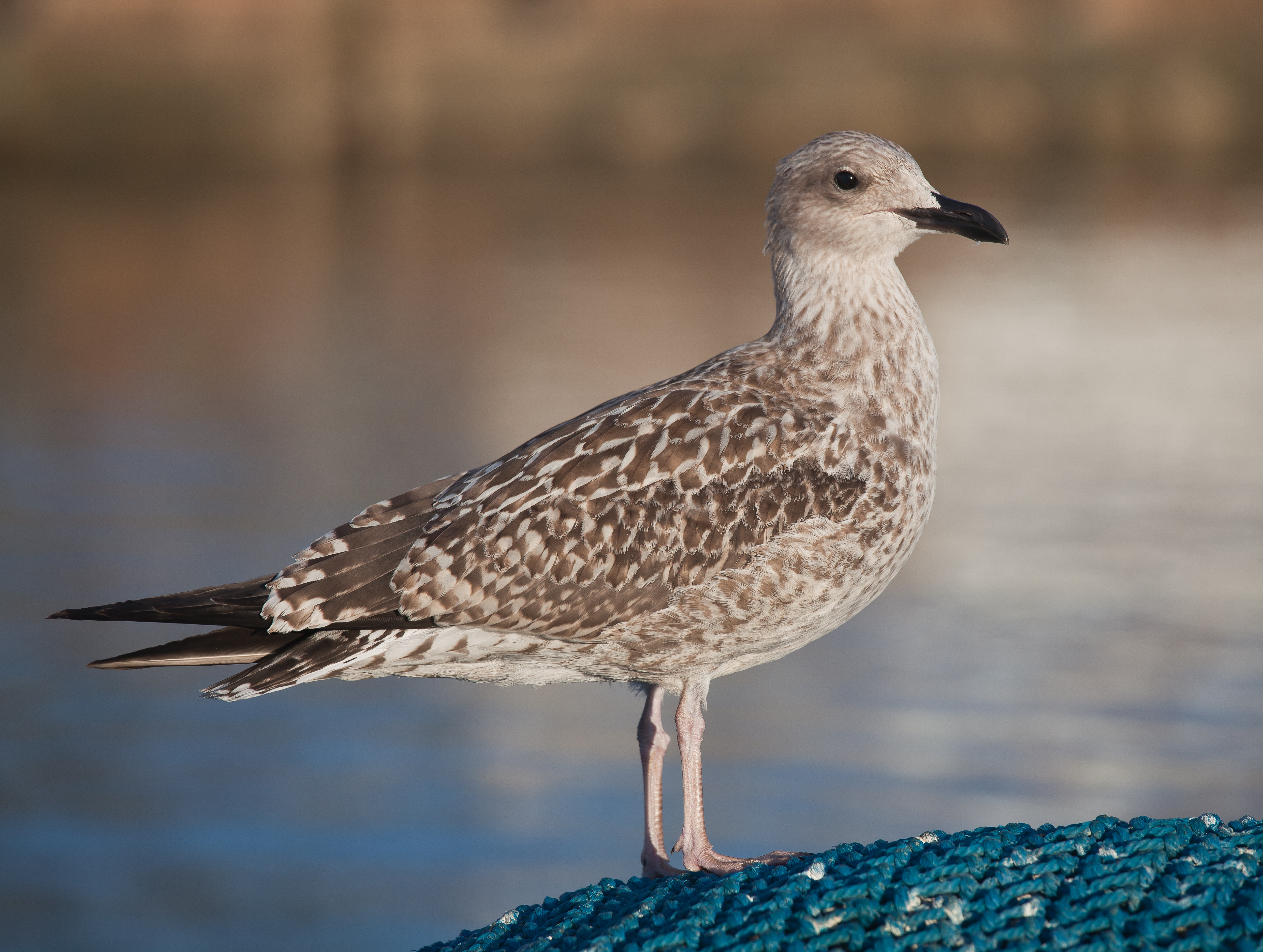
Juvenil dräkt.
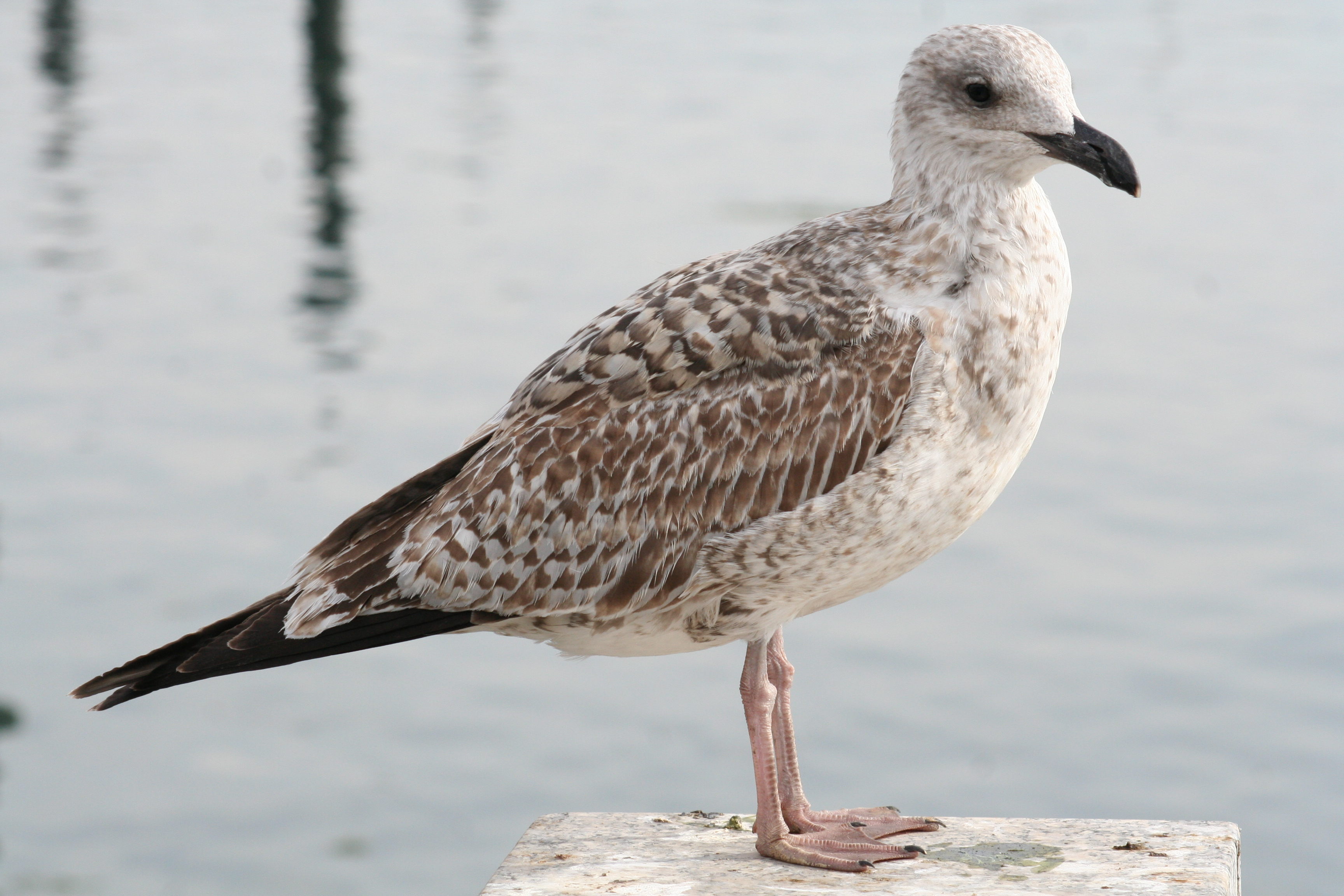
Individ i första vinterdräkt.
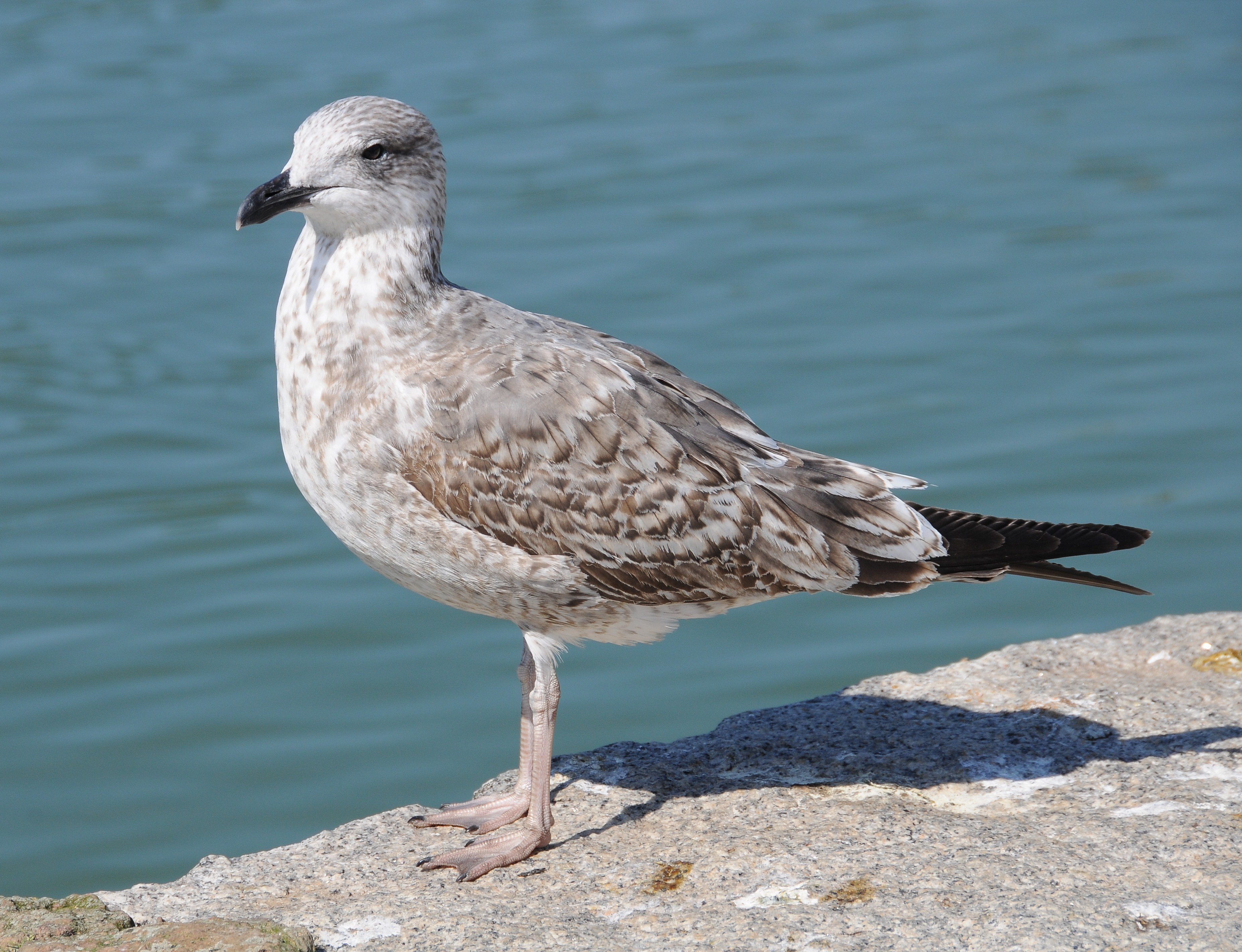
Individ i andra vinterdräkt.[a]
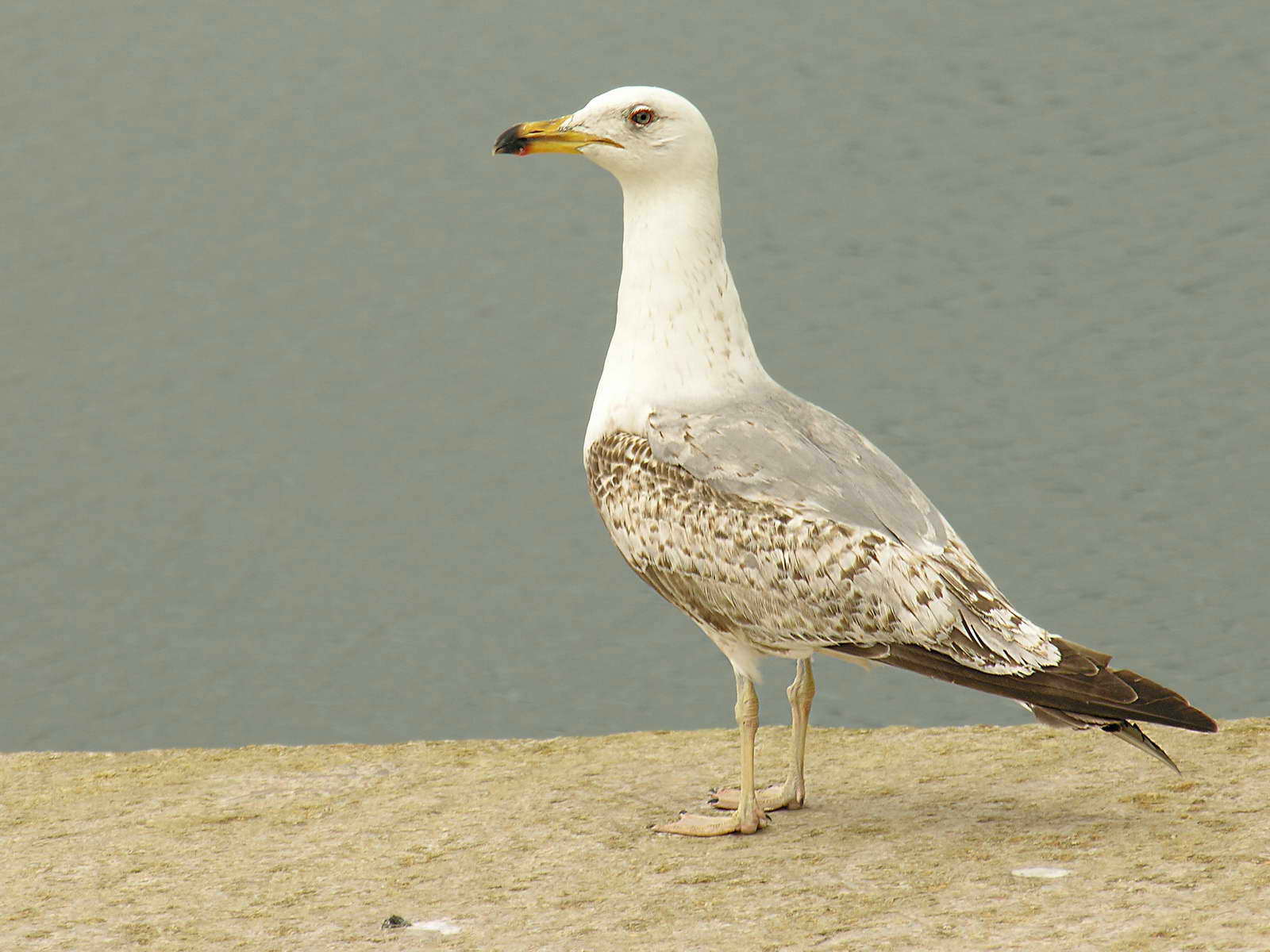
Individ mellan andra och tredje vintern.
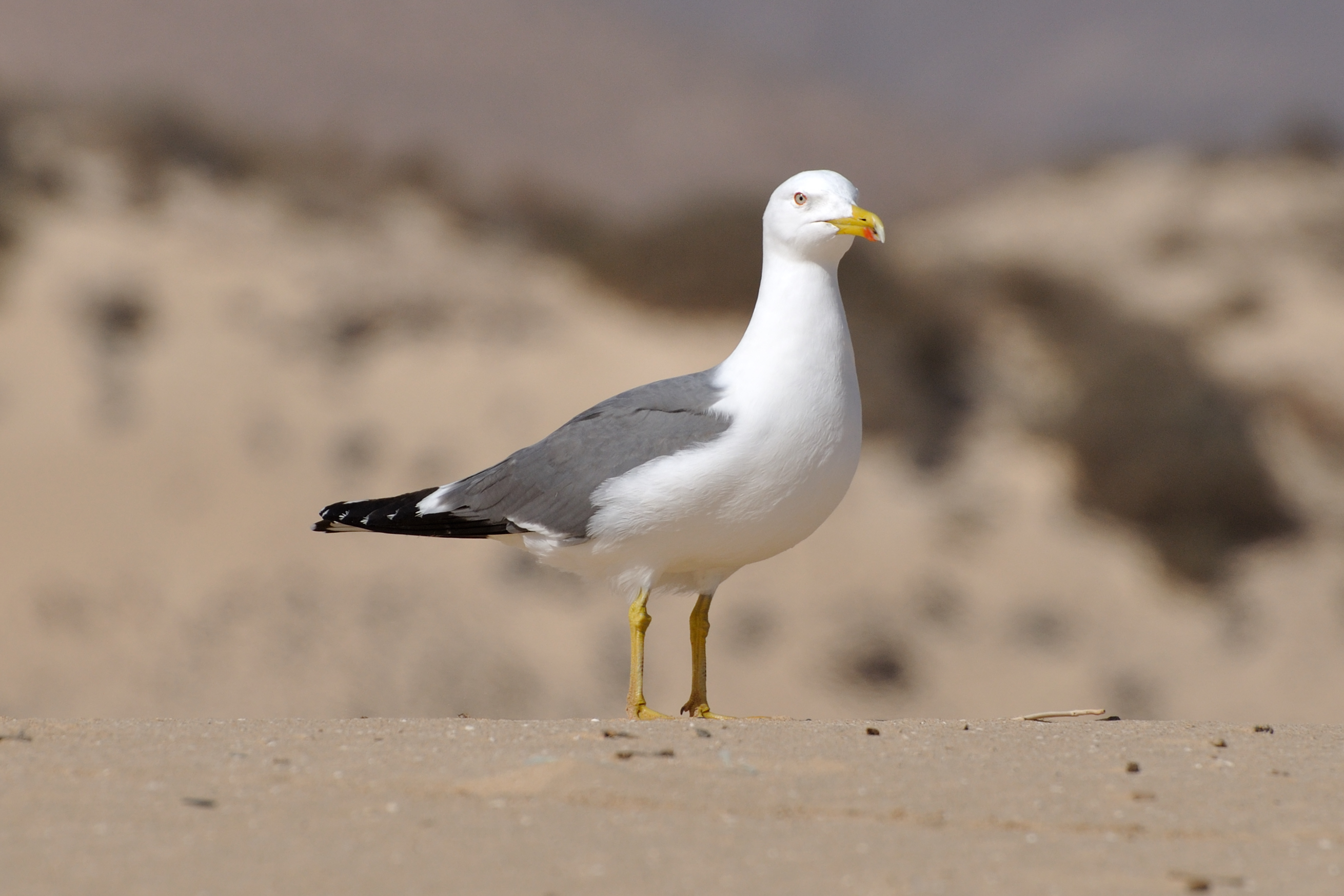
Adult L. m. atlantis i slutet av januari på Fuerteventura.

## Systematik och utbredning

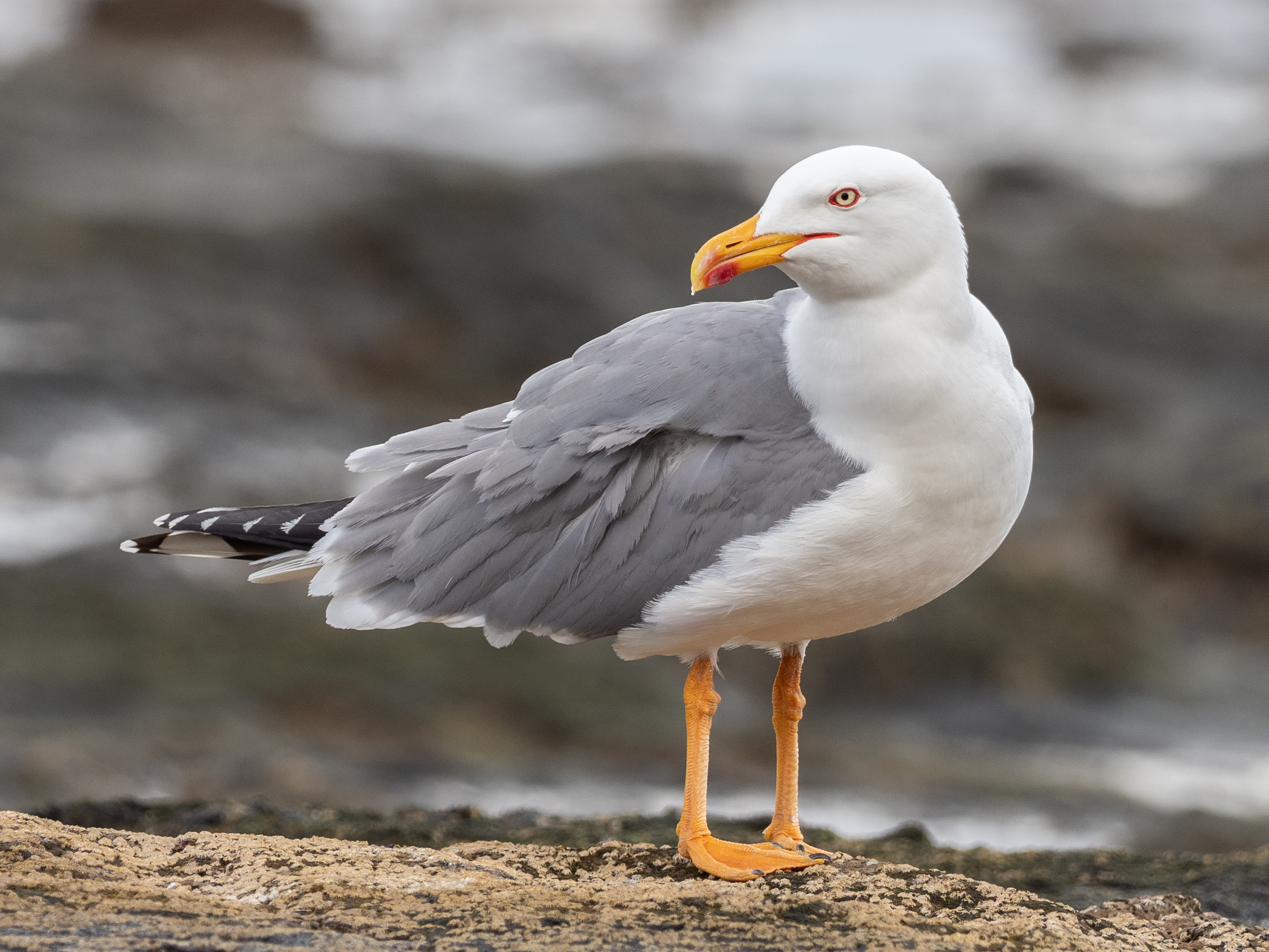
En adult medelhavstrut fotograferad på Gran canaria. Denna population förs ibland till underarten lusitanius.

Medelhavstruten beskrevs första gången 1840 av Johann Friedrich Naumann som gav den dess vetenskapliga namn efter den tyske zoologen Karl Michahelles.
Arten ingår i gråtrutskomplexet och har tidigare haft en omdiskuterad status. Den behandlades länge som en underart till gråtrut men har även behandlats som underart till kaspisk trut (L. cachinnans). Vintern 2003 beslutade Sveriges ornitologiska förening, numera BirdLife Sverige, att dela upp delar av gråtrutskomplexet i fyra arter, bland annat baserat på DNA-analyser och morfologi, varav medelhavstrut var en.
Enligt molekylära data skildes gråtrut och medelhavstrut evolutionärt ifrån varandra för 100 000–500 000 år sedan. Utöver detta har data från studier av mitokondriellt DNA visat att i ett område vid västra Svarta havet där medelhavstrut och kaspisk trut häckar sympatriskt så förekommer det ingen hybridisering. Dessa båda populationer uppvisar också skillnader i läte och häckningsbiotop, där medelhavstruten häckar på klippor.
Det finns dock indikationer på hybridisering med silltrut (Larus fuscus) och allmänt anses medelhavstruten vara närmare besläktad med silltrut än med gråtrut.

### Utbredning
Häckningsutbredningen är centrerad till Medelhavet. I Nordafrika är den vanlig i Marocko, Algeriet och Tunisien. Den har också observerats häcka i Libyen och Egypten. I Mellanöstern häckar ett mindre antal i Israel och Syrien och ett större antal i Cypern och Turkiet. I Europa finns det kolonier utmed hela medelhavskusten och västra delarna av Svarta havet. Den är också vanlig i Gibraltar, på Kanarieöarna, Madeira och Azorerna. De senaste årtiondena har den spridit sig norrut och häckar numera i mindre antal i Centraleuropa. Den första häckningen i Storbritannien rapporterades 1995.
Flertalet är stannfåglar medan andra flyttar till mildare områden i Västeuropa eller flyttar längre söderut till och kan då flytta så långt som till Senegal, Gambia och Röda havet. Den har observerats ett flertal gånger i Sverige, men även på Island, nordöstra Nordamerika och Nigeria.

### Underarter

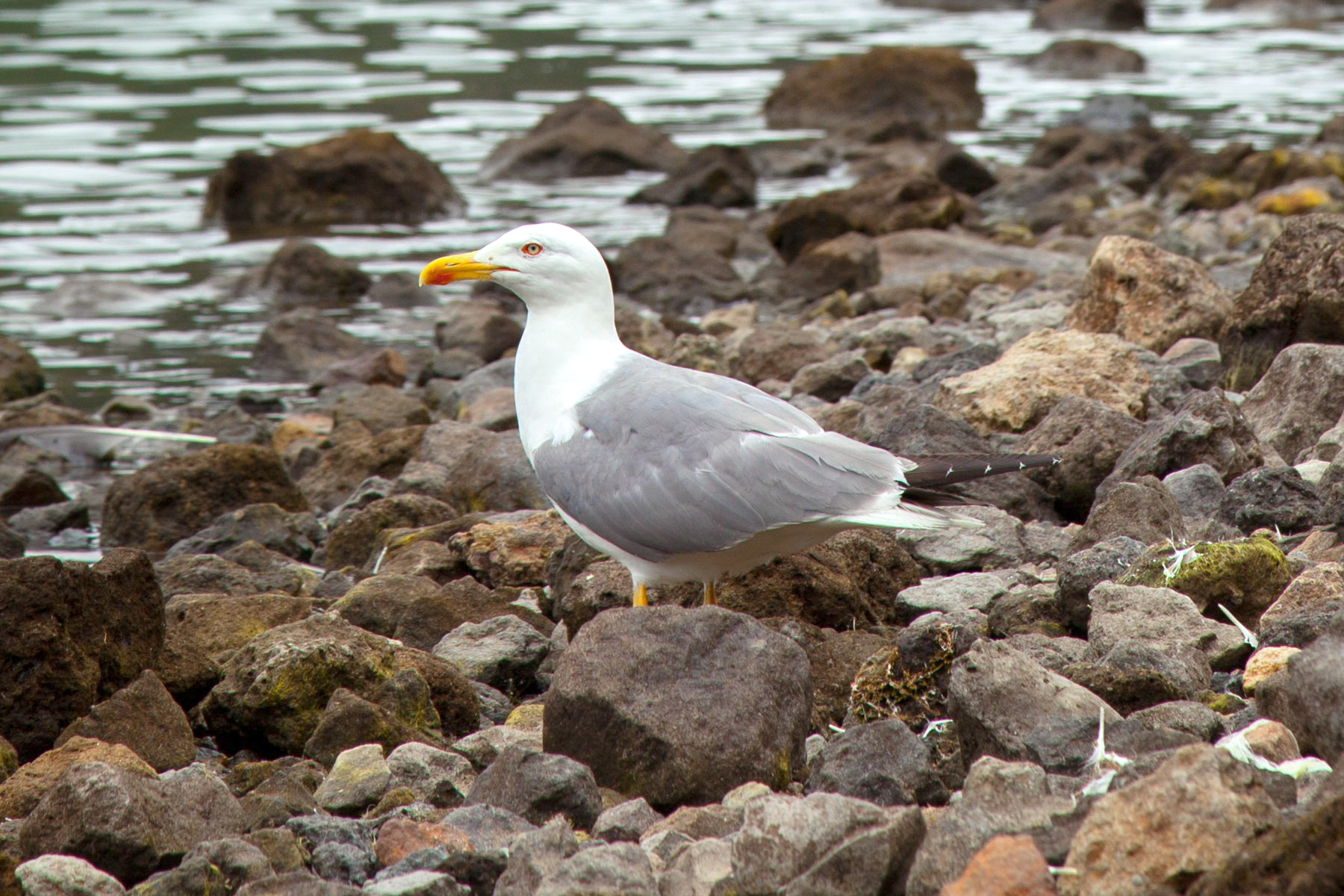
Adult medelhavstrut av underarten atlantis fotograferad på Azorerna.

Medelhavstrut brukar delas upp i två till tre underarter med följande utbredning:
- azorisk medelhavstrut[9] Larus michahellis atlantis Dwight, 1922 – häckar på Azorerna. Det råder dock delade meningar om detta taxons utbredning. Vissa auktoriteter behandlar endast den azoriska populationen som atlantis medan andra även inkluderar taxonet lusitanius
- Larus michahellis lusitanius Claude R. Joiris, 1978 – häckar utmed Iberiska halvöns Atlantkust, på Madeira, Kanarieöarna och längs Marockos Atlantkust.[2]
- östlig medelhavstrut[9] Larus michahellis michahellis – nominatformen häckar runt Medelhavet, på Iberiska halvön], i Frankrike, Nederländerna, Rumänien, Schweiz, Österrike och Ungern.

Populationen som här beskrivs som lusitanius är något mindre, har plattare panna, slankare näbb, kortare ben och gällare spelläten än de två övriga underarterna. De omskrivs även ha mörkare vingovansida och rygg i förhållande till nominatformen.  Det finns också uppfattningen att populationen i norra Spanien skulle kunna kategoriseras som underarten cantabricans.

### Förekomst i Sverige
Utanför häckningstid förekommer den årligen i stora delar av södra Sveriges kustområden, främst i Skåne, Blekinge, på Öland och Gotland. Den första observationen gjordes i Salthamn på Gotland i oktober 1991. Efter att den fick artstatus 2003, vilket innebar större kunskaper om medelhavstrutens dräkter hos fler fågelskådare, ökade antalet observationer markant.

## Ekologi

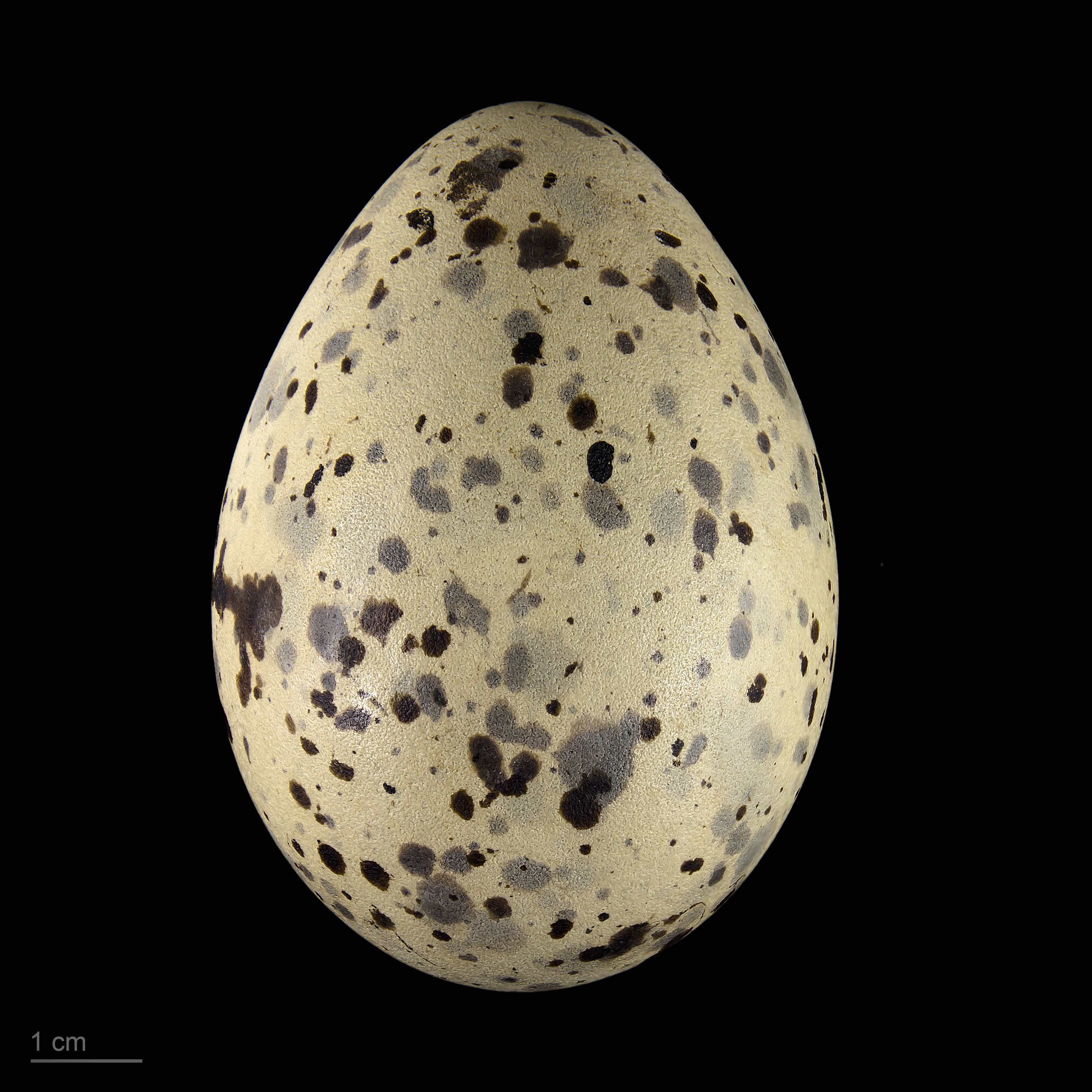
Ägg av Larus michahellis atlantis.

### Biotop
Medelhavstruten häckar främst vid klippiga kuster eller berg- och sandöar ute till havs, men även leriga öar eller områden med hög vegetation vid laguner, vattendragsmynningar eller sanddyner nyttjas också. Regionalt häckar arten även på tak vid kustens byar, städer och hamnområden, i exempelvis Istanbul och Bulgarien. I inlandet häckar den främst på grusbankar vid vattendrag.
Utanför häckningssäsongen förekommer medelhavstruten huvudsakligen i kustområden där den födosöker ute på öppet hav eller i fiskhamnar eller på stränder. Inlandet, som arten främst når via floder och andra större vattedrag, uppträder den på jordbruksmark, vid vattendrag och i andra biotoper. Soptippar är särskilt viktiga övervintringsomåden.

### Föda
Precis som andra Larus-trutar är den en allätare och opportunister, och födosöker på stränder och fält såväl som bland sopor. De stjäl även föda från andra fåglar. 

### Häckningen
Medelhavstruten häckar vanligtvis i kolonier. Någon gång under perioden mars till tidiga maj lägger den vanligtvis tre ägg vilka försvarar våldsamt av dessa trutar. Redet är oftast ett litet bygge av vegetation placerat på marken eller upp på en klipphylla. På vissa platser, som Gibraltar har den börjat häcka på byggnader. Äggen ruvas i 27-31 dagar och ungarna är flygga efter 35-40 dagar.

## Status och hot
Arten har ett stort utbredningsområde och en stor population, och tros öka i antal. Utifrån dessa kriterier kategoriserar internationella naturvårdsunionen IUCN arten som livskraftig (LC). I Europa uppskattades det finnas 409 000–534 000 par.